# Ма ніштана
Ма Ніштана (івр. מה נשתנה, трансліт. ма ніштана; їд. פיר קשיות, трансліт. фір кашийот, дос. «що змінилося?») — це юдейська пісня, яка є одним з розділів Магід на початку песахальної Агади, також відома як Арбе Кушийот, або Чотири запитання, в простому розумінні «Чому ця ніч відрізняється від усіх інших ночей?», за традицією ці запитання ставить наймолодший із присутніх на Песахальному Седері (або найчастіше – всі присутні діти, щоб нікого не образити). У разі якщо цей молодший уже досить солідного віку, то він може ці запитання просто продекламувати, але у випадку з дітьми в більшості випадків ці запитання звучать у вигляді пісні.

## Етимологія
Кушия (івр. קושיה; арам.: קושיא - від слова קשיא) — досл. "складне питання" (воно походить від слова каше, що означає "важкий" або "складний"). Термін Кушийот – досл. "складні запитання" – це хліб з маслом Вавилонського Талмуду, згідно з яким, коли є докази, які суперечать, словам Амораїм чи Танаїм, іноді через характер питання, слова доповідача, через спростовану думку відкидаються, а іноді закон приймається згідно зі словами оратора, незважаючи на запитання. Відповідно, в наш час, якщо позиція рабина щодо конкретної галахи може витримати будь-який кушийот, з яким вона стикається, тоді його погляд є законним; якщо, з іншого боку, є випадок, у якому позицію неможливо захистити, тоді рабин застряг у кушиї, і його думка вважається недоведеною.

Як відомо, частина Агади написана арамейською мовою. У пісні є кілька слів, які в своєму написанні видають вплив арамейської мови. Це такі слова, як:
מַטְבִּילין , אוֹכְלִין , יוֹשְׁבִין ‏, מְסוּבִּין
Якщо в івриті закінчення множини це ‎«‎ים‎» - ім(їм)‎, то в арамейській мові це закінчення ‎«‎ין»‎ - ін. Багато слів з цим закінченням ми бачили й раніше, наприклад: шлюб, одруження - נישואין, церемонія одруження, вінчання - קידושין, заручини - אירוסין, розлучення, розірвання шлюбу - גין עקיפין, тощо. Так і в Агаді ми відповідаємо дитині, яка запитує ‎«‎מַה נִּשְׁתַּנָּה‎»‎ (що змінилося?) – ‎«‎הלילה הזה כולנו מסובין» тут מסובין = מסובים, та мається на увазі, що ми сидимо злегка нахилившись, спираючись на подушку, як це робили колись володарі.

## Походження
Питання походить з Мішни, Песахім 10:4, але цитуються по-різному в Єрусалимському та Вавилонському Талмудах. 
Єрусалимський Талмуд (Нині відома як Мішна) налічує лише три запитання:
- Чому їжу занурюють двічі, а не один раз?
- Чому їдять мацу?
- Чому м’ясну жертву їдять виключно в засмаженому вигляді? (мова про песахальну жертву, яку смажили на вогні).

 Вавилонський Талмуд (Нині відомий як Талмуд) налічує ж чотири запитання: 
- Чому їдять мацу?
- Чому їдять марор?
- Чому м’ясо, яке їдять, виключно смажать?
- Чому їжу занурюють двічі?

У період Гаонів (кінець VI ст. — середина XI ст.) порядок трьох запитань було змінено порівняно з версією Єрусалимського Талмуда, ця послідовність була прийнята мізрахі та сефардськими євреями, але ашкеназі зберегли первинну послідовність. Версія в Єрусалимському Талмуді найчастіше зустрічається в рукописах. Але оскільки після руйнування Храму песахальну жертву не приносили та відповідно не їли, питання про м'ясо було прибрано. 
В своєму сидурі Саадія Гаон та в Мішне Торі Рамбам додають, «хоча це питання також відноситься до минулої епохи», нове четверте запитання до літургії, щоб замінити прибране: «чому ми лежимо в цю ніч?» (мова про подушки на які спираються під час Седеру, за римським звичаєм на бенкетах). Питання про лежання було збережено та додано для створення паралелізму між чотирма запитаннями, чотирма келихами, та іншими збігами числа чотири в Агаді.
Шмуель та Зеев Сафраї зазначають, що багато ранніх версій Агади з рукописів Генізи відображають версії Єрусалимського Талмуду та інших джерел з Землі Ізраїлю, включаючи Ма Ніштану. 

## Значення питань у Седері

##### Песахальна ніч
Цими питаннями, висловлюється подив щодо різних звичаїв цієї особливої (песахальної) ночі, як початок розповіді про Вихід з єгипетського рабства. Ніч – це час, коли людина перебуває у владі пітьми. Ніч подібна до «малої смерті», вона – символ довгого і болісного вигнання, символ духовного занепаду, невігластва. Але ця ніч – відрізняється від інших. Цар Давид писав про песахальну ніч так: ‎‎‎ָאַיְלָה כַּיּ֣וֹם יָאִ֑יר‎ – ‎І засяє ніч як день‎ (Тегелім/Псалтир, 139:12):
|  | то мене не закриє від Тебе і темрява, і ніч буде світити, як день, і темнота як світло! |

(Мається на увазі: Та ніч, у яку виявив Себе Всевишній у Єгипті, засяяла як день). 
Суть чотирьох складних питань у тому, що в ніч Седера символи звільнення - "мацу" і рабства - "марор", що також уособлюють причину й наслідок – розглядають як одне ціле.

##### Символи
Запитання перегукуються з основними темами Песаху, а саме поспіхом покинути Єгипет, гіркотою життя євреїв перед Виходом з рабства і песахальним приношенням, яке можна їсти лише смаженим і яке має приносити кожен голова родини, а не священник. Ведучий Седеру (зазвичай це голова родини), відповідає на запитання Ма Ніштана, використовуючи різні символи. Для цього на Седері використовується спеціальні страви з особливої їжі. Основними елементами трапези є:
- Маца – символізує «хліб бідності»;

- Марор – гіркі трави, зазвичай це тертий хрін - хазерет. Згідно з традицією, гіркі трави нагадують про гіркоту рабства, а гіркувато-солодкий смак зелені нагадує одночасно про рабство і свободу. Зелень занурюють у солону воду, що символізує сльози, що проливалися євреями в рабстві, а також море, яке євреї перейшли надприродним чином, щоб здобути свободу, коли води моря розступилися перед ними;
- Харосет – суміш фруктів, горіхів, спецій і меду, що символізує глину, з якої євреї, будучи рабами, робили цеглу та перекладали її при будівництві;
- Бейца – яйце, зварене вкруту, символ твердості єврейського народу в горі та випробуваннях, іноді - символ наполегливого серця фараона;
- Зроа – кістка зі шматочком м'яса на ній, в нагадування про песахальне підношення, а також про підношення в Храмі;
- Чотири келихи виноградного соку або вина – символізують чотири Божі обіцянки, а саме чотири дієслова: Бог Свій народ «виведе, визволить, спасе, прийме до Себе».[7]

## Звичаї та традиції
Це міцва розповісти своїм дітям причини обрядів, що виконуються на згадку про вихід з Єгипту. За Шулхан Орух - після того, як батько чи ведучий седеру випиває другий з чотирьох келихів вина, дитина запитує його про значення цього ритуалу, та послідовно задає всі питання; якщо дитина ще не вміє задавати питання, батько або ведучий вчить дитину, чим ця ніч відрізняється від інших самостійно задаючи ці питання та відповідаючи на них. Якщо немає дітей, питання задає дружина, а якщо чоловік не має дружини, він повинен запитати в себе питання сам. Навіть Талмід хахами (найбільші єврейські вчені) повинні виконувати цей обов’язок. Наприкінці Середньовіччя, звичай був іншакший, запитання ставив дорослий, однак пізніше склався звичай залишати цей привілей найменшій дитині, яка могла їх задавати (щоб він не був схожим на сина, який «навіть не вміє»).

### Альтернативний порядок та звичаї
У традиції ашкеназі (яка стала найпопулярнішою) порядок такий: 
- Чому їдять мацу?
- Чому їдять марор?
- Чому їжу занурюють двічі?
- Чому їдять, виключно лежачи?

Громади ашкеназі також не вживають слово «вешотін», що означає «пити».
Нині застаріла традиція: звертаючись до батька, дитина декламує питання, чергуючи текст на івриті та його переклад на їдиш у формі питання-відповідь, яку інтонує батько, також чергуючи їдиш та іврит.
У традиції мізрахі та сефарді порядок такий:
- Чому їжу занурюють двічі?
- Чому їдять мацу?
- Чому їдять, виключно лежачи?

Також у сефардських та східних громадах дитина ставить запитання відповідною народною мовою (арабською, перською). У єменських громадах дитина, яка ставить запитання, отримує винагороду солодощами.
Інший частковий пастиш зустрічається в кібуцькій Агаді (песахальна агада, що переписана відповідно до атеїстичних та соціалістичних поглядів кібуцького руху), де традиційні запитання замінені строфами (які більше не обов’язково є запитальними) з навмисно матеріалістичним змістом, наприклад: в Дганії, як і в багатьох інших кібуцах, діти в ті роки їли в дитсадку, окремо від батьків. Тому кібуцна Агада відповідає на запитання так: «Бо цієї ночі ми сидимо разом з дітьми, а в інші ночі у нас немає дітей за столом».

## Мелодійність
Традиційно Ма Ніштана декламується у формі співу, що називається lern-steiger мажор («режим навчання» — спів, який використовується для декламування уроків з Талмуду чи Мішни).  Одна з найбільш часто використовуваних сучасних мелодій для Ма Ніштана, вірогідно (авторство вважається анонімним), була написана Ефраїмом Абілеа в 1936 році як частина його ораторії «חַג הַחרות» (Хаґ Гахерут - Свято Свободи), це одна з трьох інших назв Песаха, іншими також є: Хаґ ГаМацот (ів. חַג הַמצות - Свято Опрісноків) і Хаґ Га-Авів (ів. חַג הַאביב - Свято Весни). Його композиція була швидко прийнята і з тих пір вважається традиційною мелодією Ма Ніштани. 
Станом на 2004 рік пісня була внесена до списку «народних мелодій», хоча того року Дані Абілеа оголосив на ізраїльському радіо, що він має достатньо досліджень, щоб довести, що його дід був композитором, і що сім’я має отримати мільйони доларів гонорару.
Важливість запитань також відзначена композицією «אליכם עדה קדושה» (алейхем еда кдоша - тобі, святе зібрання/громадо я задам питання), в кінот (елегії для 9-го ава), включеної до сефардського та єменського обрядів у 1879 році, рефреном якої також є ма ніштана галайла газе міколь галейлот і де дотримування посту 9-го ава порівнюється з седером.

## Текст пісні
| Іврит                                                                       | Транслетирація                                                                               | Буквальний Переклад                                                                      | Переклад                                                                                       |
| --------------------------------------------------------------------------- | -------------------------------------------------------------------------------------------- | ---------------------------------------------------------------------------------------- | ---------------------------------------------------------------------------------------------- |
| מַה נִּשְׁתַּנָּה, הַלַּיְלָה הַזֶּה מִכָּל הַלֵּילוֹת                                              | Ма ніштана Галайла Газе Мі коль галейлот?                                                    | Чому ця ніч відрізняється від усіх інших?                                                | Що змінилося цієї ночі, порівняно з іншими ночами?                                             |
| שֶׁבְּכָל הַלֵּילוֹת אָנוּ אוֹכְלִין חָמֵץ וּמַצָּה הַלַּיְלָה הַזֶּה, כֻּלּוֹ מַצָּה                          | Шебехоль галейлот ану охлін хамец у маца галайла газе куло маца.                             | В усі інші вечори ми їмо хамец і мацу , а цієї ночі ми їмо лише мацу?                    | Чому щовечора ми їмо дріжджовий або прісний хліб, а чому цієї ночі ми їмо тільки прісний хліб? |
| שֶׁבְּכָל הַלֵּילוֹת אָנוּ אוֹכְלִין שְׁאָר יְרָקוֹתהַלַּיְלָה הַזֶּה, מָרוֹר                             | Шебехоль галейлот ану охлін шеар єракот галайла газе марор                                   | В усі інші ночі ми їмо багато овочів, цієї ночі, марор?                                  | Чому щовечора ми їмо всіляку різну зелень, чому цієї ночі ми їмо гірку зелень?                 |
| שֶׁבְּכָל הַלֵּילוֹת אֵין אָנוּ מַטְבִּילִין אֲפִילוּ פַּעַם אֶחָת הַלַּיְלָה הַזֶּה, שְׁתֵּי פְעָמִים              | Шебехоль галейлот ейн ану матбілін афілу паам ехат галайла газе шетей пеамім                 | В усі інші ночі ми не занурюємо овочі жодного разу, в цю ніч ми занурюємо двічі?         | Чому жодного вечора ми не занурюємо жодного разу, чому ми мочаємо двічі сьогодні?              |
| שֶׁבְּכָל הַלֵּילוֹת אָנוּ אוֹכְלִין (ושותין) בֵּין יוֹשְׁבִין וּבֵין מְסֻבִּין הַלַּיְלָה הַזֶּה, כֻּלָּנוּ מְסֻבִּין | Шебехоль галейлот ану охлін (вешотін) бейн йошвін у вейн месубін Галайла Газе кулану месубін | В усі інші ночі одні їдять (і п’ють) сидячи, а інші лежать, але цієї ночі ми всі лежачи? | Чому щовечора ми їмо сидячи або нахилившись, чому сьогодні ми всі нахиляємось?                 |

## Відповіді
Відповіді на чотири запитання (та не актуальне нині, п’яте запитання) такі:
1. Ми їмо лише мацу, тому що наші пращури не могли дочекатися, поки хліби піднімуться, коли вони тікали від єгипетського рабства, і тому вони були плоскими, коли виходили з печі.
2. Ми їмо лише марор, гірку траву, щоб пам’ятати про гіркоту рабства, якого зазнали наші пращури в Єгипті.
3. Перше занурення, зелені та овочів в солону воду, символізує заміну наших сліз вдячністю, а друге занурення, Марор у Харосеті, символізує послаблення нашого тягаря гіркоти та страждань.
4. Ми нахиляємось та лежимо за столом седеру, тому що в давнину людина, яка лежала під час трапези, була вільною людиною, а раби та слуги стояли.
5. Ми їмо лише засмажене м’ясо, тому що так готують песахальне ягня під час підношення в Храмі.

Деякі з цих відповідей висловлюються під час седеру.